# Callitrichia hamifera
Callitrichia hamifera är en spindelart som beskrevs av Fage 1936. Callitrichia hamifera ingår i släktet Callitrichia och familjen täckvävarspindlar. Inga underarter finns listade.